# Technogym
Technogym è un'azienda italiana che produce attrezzi per lo sport e il tempo libero con sede a Cesena. Fu fondata nel 1983 da Nerio Alessandri.
La società è quotata alla Borsa di Milano dal 3 maggio 2016 e fa parte dell'indice FTSE Italia Mid Cap dell'MTA.
L'azienda impiega 2000 collaboratori in 14 filiali in Europa, Stati Uniti, Asia, Medio Oriente, Australia e Sud America ed esporta il 90% del fatturato in 100 paesi. Technogym è stato fornitore esclusivo per i centri di allenamento degli atleti nelle ultime 8 edizioni dei Giochi Olimpici: dai Giochi Olimpici di Sydney alle Olimpiadi di Tokyo 2020.

## Storia

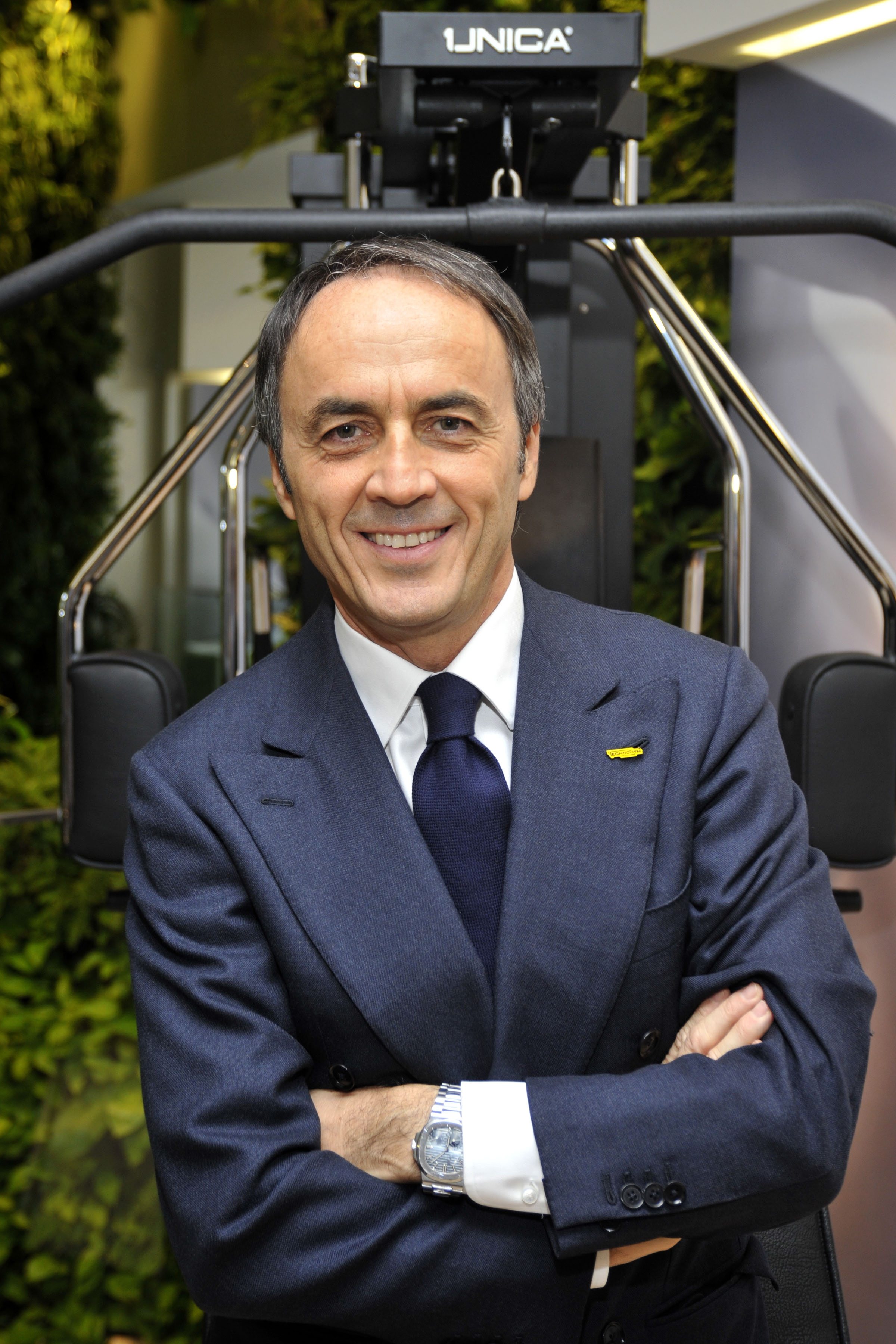
Ritratto fotografico di Nerio Alessandri, fondatore di Technogym

La storia di Technogym ebbe inizio nei primi anni ottanta, quando Nerio Alessandri, allora ventenne, decise di far convergere due sue grandi passioni, la tecnologia (Techno) e lo sport (Gym), e realizzò nel garage di casa il prototipo di una macchina per l’allenamento (l'Hack Squat), aiutato da amici e operai locali: il finanziamento del progetto veniva garantito grazie alla vendita anticipata dei suoi primi prodotti usando una cabina telefonica, visto che in casa non aveva ancora il telefono. Dopo aver lasciato il suo lavoro in una fabbrica di macchine per il confezionamento della frutta, Alessandri affittò un capannone a Gambettola, in un'epoca in cui le palestre erano concepite come degli scantinati e fruite solo da una nicchia molto ristretta di culturisti, inaccessibili al grande pubblico: la sfida divenne ideare e commercializzare prodotti accessibili a tutti gli utenti, dal neofita al professionista. Di seguito viene riportata una sua riflessione: 
(Nerio Alessandri)
Nrl 1984 fu sviluppata Isotonic Line, la prima linea completa per l’allenamento della forza, a cui seguirono il sistema CPR (Constant Pulse Rate) per il regolamento dell'allenamento in ragione del battito cardiaco dell’utente, e diverse attrezzature per la riabilitazione nel 1992.
Si consolidò così il concetto di “wellness” come stile di vita atto a integrare esercizio fisico, alimentazione sana e benessere mentale: "uno stile di vita basato sulla regolare attività fisica, dieta equilibrata e un atteggiamento positivo". Questa Weltanschauung, alternativa al fitness americano, fu cristallizzata nello slogan aziendale “The Wellness Company”: su questa scia, nel 1996 l’azienda sviluppò il primo Wellness System, con chiavetta personale per tracciare gli allenamenti e attivare a distanza la strumentazione (tra i primi dispositivi wearable al mondo). Seguirono nel 2002 la Wellness TV, primo prodotto fitness dotato di schermi televisivi, e nel 2007 Visioweb, dove per la prima volta Internet è connesso a un attrezzo.
Parallelamente a innovazioni digitali e di prodotto, Technogym crebbe sul piano industriale: oltre a un forte incremento di aperture di negozi (già nel 2010 era presente a Milano, New York e Mosca), nel 2003 acquisì il 31,77 % di Also (Enervit), nel 2006 il 40 % di Starpool, specializzata in centri benessere, e nel 2016 assume il controllo (50,01 %) della danese Exerp, software house per fitness club. A suggellare questa crescita, coronata nel 2016 dal debutto nella Borsa di Milano, il 29 settembre 2012 a Cesena venne infine inaugurato, alla presenza di figure istituzionali come il Presidente della Repubblica Giorgio Napolitano e del Presidente Usa Bill Clinton, il TecnhoGym Village, un campus di progettazione, produzione e ricerca disegnato da Antonio Citterio.
Questo connubio tra innovazione e design ha guidato Technogym a diventare partner tecnico delle Olimpiadi dal 2000 (da Sydney fino a Parigi 2024) e fornitore di hotel di lusso e club professionistici (Milan, Inter, Juventus, Chelsea e Paris Saint-Germain nel calcio, Pallacanestro Olimpia Milano nel basket, Ferrari e McLaren nella Formula 1). Nel consiglio d'amministrazione figurano oggi tre componenti della famiglia Alessandri: Nerio (presidente e amministratore delegato), il fratello Pierluigi (vicepresidente, si occupa di infrastrutture e logistica), la figlia di Nerio, Erica (laurea in business management conseguita nel luglio 2012 all'università Queen Mary di Londra). Quest'ultima è stata indicata dalla rivista Forbes, che le ha dedicato la copertina, tra i 100 migliori talenti globali under 30 nel mondo.

## Prodotti

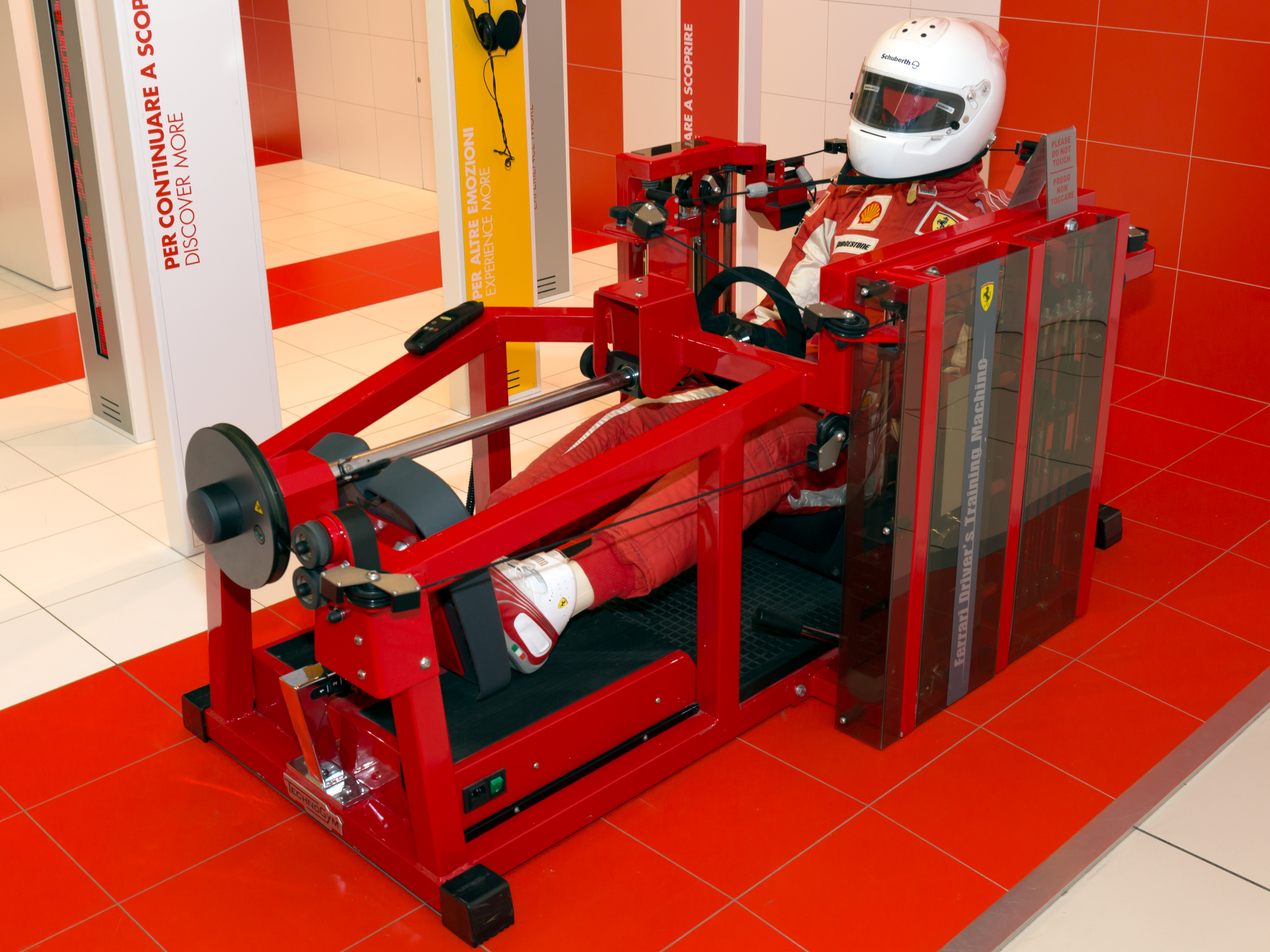
Technogym F1, macchina per l'allenamento della Formula 1, esposta alla Scuderia Ferrari

Technogym propone un’offerta articolata in quattro famiglie principali: cardio, forza, allenamento funzionale e soluzioni digitali connesse, tutte pensate per ambienti professionali, domestici e sportivi.
La gamma cardio include tapis roulant, cyclette, ellittiche e vogatori, progettati per coprire esigenze dal wellness al training ad alte prestazioni. La linea Excite (from 2002) è tra le più diffuse nelle palestre, mentre Artis rappresenta la fascia premium: equipaggiata con console Unity, consente la connessione a Mywellness Cloud, intrattenimento e applicazioni interattive, e si inserisce nel concetto “born‑digital” di palestra connessa. La serie Skill, rivolta ad atleti e appassionati di HIIT, include modelli come Skillrun, Skillbike, Skillmill e Skillrow, caratterizzati da resistenza regolabile, meccanica avanzata e interfacce immersive per sessioni ad alta intensità. Per l’ambito domestico, la serie Personal (come MyRun e Run Personal) è disegnata da Antonio Citterio, integra console Android e streaming audio‑video, ed è capace di interfacciarsi con dispositivi wearable.
La gamma forza si sostanzia nella linea Selection (lanciata nel 2000), che propone macchine con resistenza selezionata e sensori Bluetooth, con versioni come Selection 900 dotate di interfacce touch e programmi assistiti. Inoltre, la serie Pure Strength offre strutture robuste con panche, rack e stazioni per sollevamento libero, pensate per l’allenamento intensivo e i centri sportivi.
Per il functional training e la riabilitazione, Technogym propone la linea Kinesis, con sistemi che permettono movimenti tridimensionali, ergonomici e controllati. (il sistema Kinesis One è anche certificato anche per impieghi clinici). Unica, una stazione domestica compatta lanciata negli anni ‘80, consente oltre 25 esercizi in meno di 2 m² ed è ancora oggi una scelta comune per la home fitness.
Di grande rilievo, infine, la digitalizzazione del fitness messa in essere da Technogym, a partire dal Wellness System, ovvero le chiavette personali per accedere ai programmi del sistema. Nel 2007 è arrivato il primo equipaggiamento online, mentre nel 2012 è stato lanciato Mywellness Cloud, piattaforma cloud aperta a utenti, palestre e operatori. . La console Unity™ (Android) è ora equipaggiata su molte macchine cardio e forza, e supporta login NFC/Bluetooth, streaming, app e gare virtuali (“races”): l’ecosistema integra dati da wearable (Strava, Garmin, Apple Health, Polar, Fitbit etc.) e device biometrici. Recentemente, con il Technogym Ecosystem (2024), si è potenziata la personalizzazione basata su AI, introducendo strumenti come Checkup (valutazione corporea e funzionale) e Coach, assistente digitale evoluto. Mywellness supporta anche integrazione con attrezzature di terze parti compatibili Bluetooth FTMS.

## Dati economici
Nel 2016 ha registrato ricavi per 555 milioni di €, un utile netto di 49,1 milioni e margine operativo di 68,4 milioni. 
Nel 2017 i ricavi hanno superato i 598 milioni (+7,7%), l'utile netto ha toccato i 61,3 milioni (+42%), il margine operativo è stato di 91,4 milioni (+33,75%). 
Nel 2018 i ricavi hanno superato i 634 milioni (+8%), l'utile netto ha toccato i 93 milioni (+52%), il margine operativo è a quota 134,4 milioni (+12,2%).